# Johanna Hoffmann
Johanna Hoffmann (* 18. Juli 1930 in Sonneberg; † 16. März 2015 in Erfurt) war eine deutsche Schriftstellerin, die in der DDR am Marxismus-Leninismus ausgerichtete historische Romane verfasste.

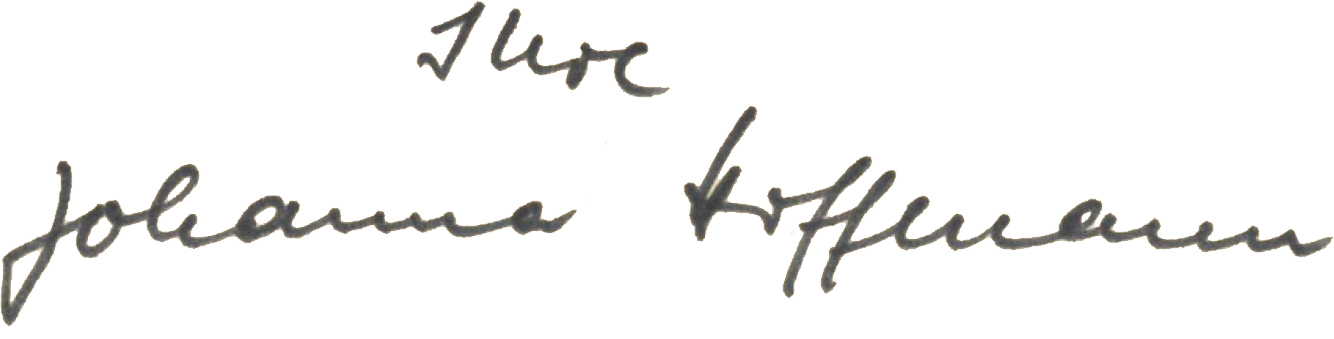
Unterschrift von Johanna Hoffmann, 1980

## Leben und Wirken
Johanna Hoffmann wurde 1930 als Tochter eines Architekten in Sonneberg geboren. Nach bestandenem Abitur 1949 besuchte sie die Fachschule für angewandte Kunst Erfurt. Anschließend arbeitete sie in der keramischen Industrie, wo sie ihren Mann kennenlernte, den sie 1950 heiratete. Schwanger geworden, hörte sie nach einem Jahr mit der Arbeit in der Keramikfabrik auf. Sie verlagerte ihre Tätigkeiten zunächst ins Gesundheitswesen und in den Deutschen Kulturbund (DKB) in Sonneberg. Außerdem wurde sie 1950 Mitglied der NDPD (National-Demokratische Partei Deutschlands).
1951 wurde ihr Sohn geboren. Neben der Kinderbetreuung schrieb sie für Tageszeitungen und Zeitschriften über Kulturveranstaltungen, die von den hauptamtlichen Journalisten ausgelassen worden waren. 1954 weitete sie dies auf das Gebiet der Kulturgeschichte aus und war nun freiberufliche Journalistin. 1960 kam die gleichgelagerte Schriftstellerei hinzu. Ihr selbstgestecktes Ziel lautete, ihr Schaffen nach der marxistisch-wissenschaftlichen Geschichtsbetrachtung, dem sogenannten Historischen Materialismus, auszurichten. Bloße Faktenaneinanderreihung mit fiktiver Illustration reichten nicht aus, vielmehr müssten „gesellschaftliche Prozesse für den Leser transparent“ gemacht werden.
Die Familie, die inzwischen in Meißen lebte, zog 1962 aufgrund der Versetzung des Ehemannes nach Erfurt. 1963 veröffentlichte Johanna Hoffmann zusammen mit ihrem Mann, der zugleich Pädagoge und Keramik-Ingenieur war, im Kinderbuchverlag Berlin das kulturgeschichtliche Sachbuch Das Geheimnis der weißen Erde über die Porzellanherstellung. Als der Verlag sie damit beauftragte, Recherchen für ein Buch über die Entwicklung der Stellung der Frau zu betreiben, uferte die Materialbeschaffung aus, sodass die Verlagsleitung ihr empfahl, sich eine Person exemplarisch herauszugreifen. Das Nachwirken einer Exkursion auf die Wartburg, wo Elisabeth von Thüringen darstellende Fresken zu sehen sind, gab den Ausschlag für den 1966 erschienenen Roman Die verratene Heilige. Das Leben der Landgräfin Elisabeth von Thüringen 1207–1231. Als Mitglied eines FDJ-Literaturzirkels hatte sie 1948 die Verse von François Villon kennengelernt. Auch diesem früheren Eindruck ging sie als Schriftstellerin intensiv nach und veröffentlichte 1973 Villon, den ganz Paris gekannt.
Im selben Jahr wurde sie in den Deutschen Schriftstellerverband (DSV) aufgenommen. Mittlerweile leitete sie selbst einen Literaturzirkel, und zwar den des VEB Erfurter Mälzerei- und Speicherbau.
Aufwändige Recherchen betrieb sie ebenso für die 1976 und 1988 erschienenen Werke Der rote Kelch (über die Hussiten) und Charlotte von Stein. Goethe und ich werden niemals Freunde. Dazu gehörte das Studium von annähernd 2000 überlieferten Briefen. Wichtig war ihr beim Roten Kelch aufzuzeigen, „daß jene religiösen und ideologischen Kämpfe letzten Endes ökonomische Auseinandersetzungen zwischen dem deutschen Feudaladel und den Vertretern der katholischen Kirche einerseits und der proletarischen Stadtarmut und den Bauern andererseits waren.“ Auf den Von-Stein-Roman folgten nur noch die Mitarbeit an einem Thüringen-Reiseführer sowie Autorenlesungen.
Tageszeitungen brachten Auszüge aus ihren Büchern. Auch wurden ganze Romane oder Erzählungen in Fortsetzungen abgedruckt, wie zum Beispiel Im Wartesaal (über das Schicksal einer Mutter im Dritten Reich) ab Mai 1965 in der Neuen Zeit oder Die verratene Heilige 1979 in der Thüringischen Landeszeitung.
Johanna Hoffmann starb am 16. März 2015 in Erfurt. Ihr Grab befindet sich auf dem Johannisfriedhof in Dresden.

## Rezeption
In den Thüringer Neuesten Nachrichten wurde 1966 Hoffmanns Figur Elisabeth von Thüringen als „entromantisierte Heilige“ wahrgenommen. Die Autorin habe somit mit verklärten „Kindheitsvorstellungen“ aufgeräumt.
Im Charlotte-von-Stein-Roman sei „[e]ine Art schwesterliche Solidarität“ über die zeitliche Distanz hinweg zwischen der Autorin und ihrer Protagonistin spürbar, schrieb im Januar 1989 das Neue Deutschland. Zudem habe sie den Tonfall der Zeit gut getroffen: „Sprachlich […] bleiben Modernismen und Umgangsdeutsch ausgeklammert.“ Die Leipziger Volkszeitung lobte 1988 die „erzählerische Souveränität“ – „gefühlvoll“ und „leise“.
Dieter Fechner führte 2014 in seinem Buch Persönliche Begegnungen mit Thüringer Autoren im 20./21. Jahrhundert aus: „Johanna Hoffmann verstand es, in ihren Büchern nicht nur schlechthin Biographien historischer Persönlichkeiten auf Grund neuester Forschungen episch nachzugestalten. […] Der Autorin gelang es, die individuellen Charaktere in und aus deren Zeit heraus beziehungsreich und kulturhistorisch überzeugend zu gestalten. […] Gleichzeitig gelang es Johanna Hoffmann in ihren Büchern, Dokumentarisches und Fiktives kunstvoll nebeneinander zu setzen und zu verflechten, um letztlich typische und lebenspralle Charaktere der jeweiligen Epoche einzubeziehen und damit ein realistisches und vielschichtiges Zeitpanorama literarisch zu gestalten.“

## Auszeichnungen
- 19??: Ehrenzeichen der NDPD
- 19??: Ehrennadel des Demokratischen Frauenbundes Deutschlands
- 1976: Kulturpreis der Stadt Erfurt

## Werke
- mit Josef Hoffmann: Das Geheimnis der weißen Erde (= Robinsons billige Bücher. Band 96). Kinderbuchverlag, Berlin 1963.
- Im Wartesaal. Erzählung. Zeitungs-Fortsetzungsroman in Neue Zeit. 1965.
- Die verratene Heilige. Roman um Elisabeth von Thüringen. Mit Illustrationen von Erika Müller-Pöhl. Greifenverlag, Rudolstadt 1966.
  - Neuauflage unter dem Titel: Die verratene Heilige. Das Leben der Landgräfin Elisabeth von Thüringen 1207–1231. Vision, Berlin 1996, ISBN 3-928787-13-6. Nachauflage bei Laumann, Dülmen 2007, ISBN 978-3-89960-278-4.
- Spiele fürs Leben. Historischer Roman um Friedrich Fröbel. Mit 19 Abbildungen. Greifenverlag, Rudolstadt 1971.
- Villon, den ganz Paris gekannt. Historischer Roman. Greifenverlag, Rudolstadt 1973.
- Der rote Kelch. Historischer Roman. Mit Illustrationen von Erika Müller-Pöhl. Verlag der Nation, Berlin 1976.
- Parabeln. In: Der Geschichtenkalender 1988. Vierter Jahrgang. Herausgegeben von Armin Müller. Mit Grafiken von Barbara Lechner. Greifenverlag, Rudolstadt 1987, ISBN 3-7352-0057-5, S. 292–295.
- Charlotte von Stein. Goethe und ich werden niemals Freunde. Erzählung. Verlag der Nation, Berlin 1988, ISBN 3-373-00231-1.
  - Lettische Ausgabe: Šarlote fon Šteina. Gētes aizmirstā mīla. Jumava, Riga 2015, ISBN 978-9934-11-654-4.